# 帝塚山學院大學
帝塚山學院大學（日语：／ Tezukayama Gakuin Daigaku），是一所位於日本大阪府大阪狭山市的私立大學，設立於西元1966年，簡稱為帝塚（てづか）、TGU。

## 大學組織
帝塚山學院大學包含2個學部、5個學科、1個大學院研究科。

### 學部
- 博雅教育學部
  - 博雅教育學科
- 人間科學部
  - 博雅教育學科
  - 應用英語學科
  - 資訊傳媒學科
  - 心理學科
  - 食品營養學科

### 大學院
- 人間科學研究科